# Ture Eriksson (Schriftsteller)
Ture Georg Eriksson (* 23. April 1919 auf Fårö; † 6. November 1965 in Moskau) war ein schwedischer Schriftsteller.

## Leben und Werke
Eriksson wuchs als Sohn eines Arbeiters auf Fårö auf, ging nach Stockholm, war Gelegenheitsarbeiter und Journalist für die kommunistische Zeitung Ny Dag. Später ging er als Korrespondent nach Moskau. Zwei seiner Werke erschienen auch in deutscher Übersetzung:
- Det vita näset (1948, deutsch: Die weiße Landzunge, übersetzt von Emil Charlet, Berlin: Dietz Verlag 1951.)
- Mellan Broarna (1951, deutsch: Zwischen den Brücken, übersetzt von Karl Schodder, Berlin: Dietz Verlag 1953.)
- Stålspegel (Gedichte, 1955)
- Guldpilen (Roman, 1961)